# 姿晴香
姿 晴香（すがた はるか、1952年9月7日 - ）は、東京都出身の女優。元宝塚歌劇団星組トップ娘役。身長160cm。
所属事務所はしまだプロダクション。

## 来歴・人物
1973年、59期生として宝塚歌劇団に入団。当初は男役だった。星組公演『花かげろう／ラ・ラ・ファンタシーク』で初舞台を踏む。宝塚入団時の成績は49人中26位。
同期には女優の大地真央（1982年 - 1985年まで月組トップスター）、平みち（1985年 - 1988年まで雪組トップスター）、ミュージカルスタジオ主宰の四季乃花恵（笹本玲奈の母）、振付家の山城はるか（元星組2番手スター）、元専科で1991年 - 1996年に花組組長の未沙のえるがいる。現役では専科所属で1993年 - 1996年に星組組長の一樹千尋がいる。
初舞台を踏んだ翌年の1974年4月、平とともに花組に配属される。以降、ダンスの得意な男役として活躍。1979年、バウホール公演『アップル・ツリー』で娘役がつき、それを機に娘役に転向。その後は花組の2番手娘役として活躍。
1982年、星組へ組替え。東千晃の退団により、トップスター瀬戸内美八の相手役としてトップ娘役に就任。1983年11月29日付で宝塚を退団。瀬戸内退団後のトップスター峰さを理の相手役を1作品務めた。その作品名は東京公演『アルジェの男／ザ・ストーム』。
1986年、NHKテレビドラマ『妻…愛は迷路』の主演で女優として再スタートを切った。アクターズプロモーションに所属していたが、所属事務所破産によりフリーとなったが、以後現在の事務所しまだプロダクションに所属。

## 宝塚歌劇団時代の主な舞台

### 花組時代
- 1975年7月、『ベルサイユのばら -アンドレとオスカル-』新人公演：小公子（本役：寿ひずる）
- 1976年8月、『うつしよ紅葉』新人公演：森蘭丸（本役：宝純子）／『ノバ・ボサ・ノバ』
- 1978年9月、『遥かなるドナウ』（新宿コマ劇場）新人公演：ゲオルグ伯爵（本役：汐見里佳）／『エコーズ (宝塚歌劇)』
- 1979年3月、『花影記』／『紅はこべ』新人公演：アンドリュー（本役：汐見里佳）／ヘイスティングス（本役：室町あかね）
- 1979年5月、『アップル・ツリー』（バウ）ナージラ
- 1979年11月、『舞え舞え蝸牛』新人公演：阿漕（本役：邦月美岐）／『ビューティフル・シティ』
- 1980年1月、『刀を抜いて』（バウ）小紫
- 1980年5月、『花小袖』新人公演：桔梗（本役：美雪花代）／『プレンティフル・ジョイ』 ＊新人公演初ヒロイン
- 1980年11月、『友よこの胸に熱き涙を』新人公演：エルザ（本役：矢代鴻）／『ザ・スピリット』[3]
- 1981年5月、『ミステリー・ラブ』（バウ）クロネコ
- 1981年8月、『YOU・ME』（バウ）
- 1981年10月、『エストリレータ』フランシスカ／『ジュエリー・メルヘン』
- 1982年1月、『ボン・ボヤージュ!』（バウ）マダム・ブルビエ
- 1982年3月、『春の踊り』／『アルカディアよ永遠に』王女サラ

### 星組トップ娘役時代
- 1982年6月、『エーゲ海のブルース／ザ・ストーム』ジャクリーヌ
- 1982年9月、『海鳴りにもののふの詩が』ユリーヌ／『魅惑』（全国ツアー）
- 1982年10月、『心中・恋の大和路』（バウ）梅川
- 1983年1月、『こぶし咲く春』お園／『ラブ・コネクション』
- 1983年4月、『オルフェウスの窓 -イザーク編-』ロベルタ
- 1983年11月、『アルジェの男』サビーヌ／『ザ・ストーム』 ＊退団公演

## 女優としての主な活動

### 映画
- 帝都物語（1988年） - 辰宮由佳理 役
- 夢（1990年）
- 風の子どものように（1990年）
- 八つ墓村（1990年） - 田治見おきさ 役
- NIGHT HEAD 劇場版（1994年） - 天元悠子 役
- ホタル（2001年） - 山岡の母 役
- GO（2001年） - 久子 役

### テレビドラマ
NHK
- 銀河テレビ小説
  - 妻・愛は迷路（1986年） - 野口しず子 役
- 大河ドラマ
  - 八代将軍吉宗（1995年） - 定子 役
  - 武蔵 MUSASHI（2003年） - 常高院 役
- とっておきの青春（1988年） - 多代 役
- 土曜ドラマ
  - 新十津川物語（1991年） - 中崎しな 役
  - マチベン（2006年） - 裁判長
- ヒロシマ 原爆投下までの4か月（1996年） - 阿南綾子 役
- ハルとナツ 届かなかった手紙（2005年） - 高倉シズ 役
- 介護エトワール（2006年） - 錦織綾 役

日本テレビ
- 長七郎江戸日記（1989年） - 於滝 役
- 寝たふりしてる男たち（1995年）
- 火曜サスペンス劇場
  - 「京都鞍馬殺人街道」（1989年） - 遠山優子 役
  - 「松本清張スペシャル・山峡の湯村」（1992年） - 内海元子 役
  - 「地方記者・立花陽介2 伊賀上野通信局」（1993年） - 足立よしみ 役
  - 「新・女検事 霞夕子1 ペルソナ・ノン・グラータ」（1994年） - 緒方しのぶ 役
  - 「救急指定病院2 入院患者が突然の不審死!」（1994年） - 荻野晴美 役
  - 「わが町9 妻殺しをたくらむ夫の眼前で妻がレイプ - 大都会の闇にうごめく悪の連鎖」（1997年） - 浜野順子 役
  - 「監察医・室生亜季子22 指紋」（1997年） - 小林宏子（鈴木百合） 役
  - 「警部補 佃次郎8 女たちの事情」（1999年） - 野沢春美 役
  - 「指名手配」（1999年 ‐ 2000年） - 今井佐和子 役/朱小雀 役
  - 「取調室15 佐賀と東京の同時殺人 - 惨殺死体と水死体を結ぶ奇妙な女の友情」（2001年） - 沼田梨江 役

TBS
- カミング・ホーム（1994年）
- 月曜ドラマスペシャル
  - 「小児外科病棟・あしたまたね！」（1993年）
  - 「和服デザイナー探偵1」（1997年） - 鬼洞寺菊代 役
- 月曜ミステリー劇場
  - 「流れ星お銀!事件解決いたします3」（2003年） - 織川秀子 役
  - 「万引きGメン・二階堂雪11」（2004年） - 南条亮子 役
- 月曜ゴールデン
  - 「狩矢警部シリーズ4」（2008年） - 南照美 役
  - 「刑事夫婦1」（2014年） - 小田切加世 役
- 水戸黄門
  - 第39部 第10話「江戸の陰謀を長崎で討て! -長崎-」（2008年12月15日） - おたき 役
  - 第40部 第16話「質実剛健わが道を行く -金沢-」（2009年11月23日） - 黒鉄香苗 役

フジテレビ
- 世にも奇妙な物語
  - 「前世の恐怖」（1991年）
- ヘイ!あがり一丁（1989年） - 志乃
- 旅情サスペンス「伊勢湾鳥羽 海からの招待状」（1991年）
- 真夏の薔薇（1996年） - 川島郁子
- 八丁堀捕物ばなし第2シリーズ 第13話 「女あわれ」
- 銭形平次（1997年） - おりょう 役
- 愛の流星（1999年） - 二宮朋子 役
- 隠密奉行朝比奈（1999年） - ゆい 役
- 危険な関係（2005年） - 信田艶子 役
- 剣客商売スペシャル「女用心棒」（2006年） - お幸 役
- 夏の秘密（2009年） - 染谷蔦子 役
- 金曜エンタテイメント
  - 「おばさんデカ 桜乙女の事件帖8」（2000年） - 松木（戸倉）奈緒子 役
  - 「おもろい夫婦事件帖1」（2001年） - 宮川加奈 役
  - 「津軽海峡ミステリー航路2」（2003年） - 西崎淑子 役
  - 「浅見光彦シリーズ22」（2006年） - 真杉伸子 役
- 金曜プレステージ
  - 「人情の女刑事・徳大寺操の浅草事件簿」（2010年）
  - 「浅見光彦シリーズ44」（2012年） - 中島由利子 役

テレビ朝日
- 真夜中を駆けぬける（1993年） - 島本和歌子 役
- さすらい刑事旅情編V 第22話「欲望! 五百万円をネコババした女」（1993年、テレビ朝日系） - ネコババした女
- 暴れん坊将軍VI（1995年） - お静
- はぐれ刑事純情派10 第17話「路上殺人！子連れ再婚の女」（1997年7月、テレビ朝日系） - 清美
- はぐれ刑事純情派14 第10話「女たちの戦い！殺意のガーデニング」（2001年6月、テレビ朝日系） - 吉田たい子 役
- はぐれ刑事純情派15 第18話「ご近所付き合いの殺意！引き裂かれた朝顔!?」（2002年7月、テレビ朝日系） - 深田美津江 役
- 御宿かわせみ（1997 - 1998年） - 神林香苗 役
- オヤジ探偵（2001年） - 笹本雅美 役
- 京都迷宮案内
  - 第4シリーズ（2002年） - 里見絢子 役
  - 第8シリーズ（2006年） - 町村百合 役
- はみだし刑事情熱系（2004年） - 杉浦久美 役
- 子連れ狼(北大路欣也版)（2004年） - 雨月尼 役
- 相棒 Season4（2006年） - 畑山富貴子 役
- 警視庁捜査一課9係（2011年） - 有末潤子 役
- 遺留捜査（2013年） - 九条美紀 役
- 科捜研の女（2019年） - 森弘子 役
- 土曜ワイド劇場
  - 「殺意のバカンス (小説)1」（1993年） - 東坂美穂 役
  - 「新・赤かぶ検事奮戦記1」（1994年） - 中津百代 役
  - 「高橋英樹の船長シリーズ
  - 第6作（1994年） - 梅原和枝 役
  - 第12作（2000年） - 山上三津 役
  - 「おばはん刑事!流石姫子1」（1998年） - 丹羽時枝 役
  - 「京都の女庭師風水探偵さくら子1」（2000年） - 広瀬美千代 役
  - 「駅弁探偵殺人事件」（2001年） - 西山千草 役
  - 「牟田刑事官事件ファイル29」（2001年） - 内山春子 役
  - 「家政婦は見た!20」（2002年） - 叶宮子 役
  - 「おかしな刑事12」（2015年） - 金子千里 役

テレビ東京
- 闇の狩人（1994年） - おしま 役
- 徳川剣豪伝 それからの武蔵（1996年） - お松 役
- サギ師 リリ子（2009年） - 奈良橋純子 役
- 女と愛とミステリー
  - 「犯罪交渉人ゆり子2」（2002年） - 佐々木敏子 役
- 水曜ミステリー9
  - 「さすらい署長 風間昭平」
    - 第2作（2004年） - 藤田頼子 役
    - 第13作（2013年） - 三田尻寿美代 役

  - 「猪熊夫婦の駐在日誌2」（2005年） - 五十嵐洋子 役
  - 「密会の宿4」（2005年） - 清瀬しのぶ 役

### 舞台
- 夢千代日記（三越劇場）
- 愛のスクランブル（紀伊國屋ホール）
- アルジャーノンに花束を（紀伊國屋ホール）
- 三味線やくざ（明治座、御園座）
- 旗本退屈男（御園座）

### その他のテレビ番組
- TVムック・謎学の旅（日本テレビ）
- バラエティー生活笑百科（NHK総合）
- ペット相談（NHK BS-2）
- 一枚の写真（フジテレビ）
- クイズ!脳ベルSHOW（2020年12月23日・24日、BSフジ） - ゲスト

### ラジオドラマ
- 青春アドベンチャー「サンタクロースが歌ってくれた」（ミツ／光代）
- 青春アドベンチャー「ウォッチャーズ」（ノーラ）
- 青春アドベンチャー「エヴァが目覚める時」（ママ）
- FMシアター「柿の木の下で」（1998年）

### CM
- 花王「エコナのギフト」（2007年）